# Eva Bassetti-Bastinelli
Eva Bassetti-Bastinelli (* 26. Januar 1946 in Innsbruck, Tirol) ist eine österreichische Politikerin (ÖVP, heute Für Innsbruck).

## Leben
Eva Bassetti-Bastinelli besuchte zunächst die Volksschule und ein wirtschaftskundliches Realgymnasium in Innsbruck. 1965 legte sie nach dem Besuch eines Abiturientenkurses an einer Handelsakademie die Matura ab. Danach studierte sie bis 1969 Rechtswissenschaften an der Universität Innsbruck. 1969 promovierte sie.
Bassetti-Bastinelli war zunächst vier Jahre, von 1970 bis 1974, Revisionsassistentin in Wien, ehe sie ab 1975 in ihre Tiroler Heimat zurückkehrte und als selbstständige Steuerberaterin zu arbeiten begann. Seit 1984 ist sie beeidete Buchprüferin, nur ein Jahr später, 1985, wurde sie beeidete Wirtschaftsprüferin.
Von Mai 1986 bis April 1989 saß Bassetti-Bastinelli als Tiroler Mitglied der ÖVP im Bundesrat. Im selben Zeitraum war sie Chefin der ÖVP im Innsbrucker Stadtteil Mühlau. Danach war sie nur noch in parteinahen Organisationen tätig. So war sie von 1991 bis 1995 Landesobmann-Stellvertreterin des Tiroler Wirtschaftsbundes (ÖWB). Auch leitete sie von 1992 bis 1998 Frau in der Wirtschaft im ÖWB.
Später trat Bassetti-Bastinelli aus der ÖVP aus und engagierte sich im Team von Christine Oppitz-Plörer, der Parteigründerin von Für Innsbruck und Bürgermeisterin der Tiroler Landeshauptstadt. Sie kandidierte 2012 im Rahmen der Gemeinderatswahl für einen Sitz im Gemeinderat von Innsbruck, schaffte jedoch nicht den Einzug.